# Залетаев, Сергей Павлович
Сергей Павлович Залетаев (латыш. Sergejs Zaļetajevs; 20 августа 1946, Рига — 11 февраля 2025) — латвийский политик, депутат Рижской думы; физик, публицист.

## Биография
1960 — окончил 63-ю семилетнюю школу.
1964 — окончил Рижский электромеханический техникум.
1971 — окончил Латвийский государственный университет.
1965—1972 — АН Латвийской ССР, Физико-энергетический институт, Институт физики — инженер.
1972—1981 — РКИИГА — кафедра физики.
1981—1990 — СКБ МГД Института физики АН Латвийской ССР — ведущий конструктор.
1990—1993 — депутат Верховного Совета Латвии, входил во фракцию «Равноправие».
1993—2001 — журналист газеты «Панорама Латвии».
2001 — избран депутатом Рижской думы от политического объединения За права человека в единой Латвии по квоте «Равноправия» (переизбран в 2005).
2001—2005 — председатель комитета по делам собственности и приватизации Рижской думы.
2003—2005 — председатель фракции ЗаПЧЕЛ в Рижской думе.
2007 — заключил договор о сотрудничестве с ЦС, исключен из ЗаПЧЕЛ.
2009 — переизбран депутатом РД от ЦС.
2010 — избран председателем комитета городского развития РД (занимал должность до 2012 года).
Умер 11 февраля 2025 года в возрасте 78 лет.